# Silver the Hedgehog
Silver the Hedgehog (en japonés シルバー・ザ・ヘッジホッグ, Shirubā za Hejjihoggu) es un personaje de la saga de videojuegos Sonic the Hedgehog.
Su primera aparición fue en el juego Sonic the Hedgehog, para las consolas Xbox 360 y PlayStation 3. 

## Historia
En su videojuego debut,  Sonic the Hedgehog, Silver es un erizo con poderes telequineticos proveniente de un lejano futuro destruido por el monstruo Iblis. Silver ha luchado constantemente contra este monstruo inmortal, y quiere encontrar la manera de detenerlo. Ahí aparece un extraño individuo con el poder para viajar en el tiempo llamado Mephiles, que le encarga destruir al "Iblis Trigger": Sonic el erizo.
En el lapso de la historia, se encuentra con algunos personajes, entre ellos Amy Rose, la cual se acerca a él confundiéndolo con Sonic.
A medida que pasa el tiempo, Silver se enfrenta a Shadow, quien le relata la verdad sobre Mephiles the Dark, y descubre que todo fue un engaño. Shadow y Silver descubren la forma de sellar a Iblis. De vuelta en su mundo, tras derrotar a Iblis, Silver trata de sellarlo dentro de sí mismo, pero cuando lo intenta con dos Chaos Emeralds, la energía lo rechaza. Blaze se ofrece entonces a encerrar a Iblís dentro de ella, diciendo que la aceptará ya que su alma ya arde en llamas. Tras hacerlo le dice a Silver que la selle en otra dimensión junto con Iblis, pero Silver no es capaz de hacerle eso a su amiga, por lo que Blaze se desvanece por sí misma.
Sin embargo, después Silver, transformado en Super Silver, junto con Super Sonic y Super Shadow, derrota a Solaris, la verdadera forma de Iblis tras unirse con Mephiles, haciendo que todos los sucesos relacionados con estos dos nunca hayan ocurrido. Por tanto se supone que tanto Silver como Blaze pasan a vivir en un futuro en el que Iblis nunca existió.
Silver y Blaze se muestran siempre bastante unidos entre sí, incluso en el final del juego Silver lamenta mucho la pérdida de su amiga.
De este futuro será del que provenga el Silver que aparece en los Sonic Rivals, el cual va al mundo de Sonic persiguiendo al malvado Eggman Nega y en Sonic y el Caballero Negro, protagonizando a Sir Galahad.
Silver es también un personaje jugable en Mario y Sonic en los Juegos Olímpicos de Invierno y en los Juegos Olímpicos London 2012 donde aparece en el tipo habilidad junto con Tails, Princesa Peach, Dr. Eggman y Waluigi. También es jugable en el videojuego Sonic Free Riders para Xbox 360 Kinect.
En Sonic Generations, aparece como rival de Sonic en el escenario cercano de Crisis City y es necesario vencerlo para obtener la Esmeralda del Caos para poder desbloquear el final y Super Sonic, este personaje no es jugable en dicho juego, pero es parte de la historia.

## Amistades
Socialmente, Silver es muy callado y tímido, pero al llegar al pasado (200 años atrás de su época), se hace buen amigo de Amy, quien lo confunde con Sonic; su mejor amiga es Blaze The Cat. Al final del juego Silver se entristece al perder a su amiga. Otros de sus amigos son Sonic y Shadow (quién le dice la verdad sobre Mephiles) y la princesa Elise (quien resucita a Sonic).
También se hace amigo de Espio en Sonic Rivals 2.

### Amy
En Sonic 2006, Amy se reúne por primera vez con Silver cuando le confunde con Sonic. Silver le ayuda a Amy a encontrar a Sonic, sin que Silver supiera que el tal Sonic que Amy buscaba era "la Semilla de Iblis". Cuando Silver está a punto de terminar con Sonic, Amy lo detiene y le permite a Sonic escapar, lo cual Silver no entiende porqué hasta que se le revela la verdad junto con Shadow. Al final del juego se hacen de nuevo buenos amigos.

### Blaze
Es uno de los personajes que más relación tiene con Silver.
Cuando ven que su misión para detener la causa de su desastroso futuro, Blaze se sacrifica y es enviada a otra dimensión junto con Solaris, por lo cual Silver se entristece mucho. Como borraron a Solaris de la existencia, nunca se llegaron a conocer, se ven unidos en otros juegos como amigos nada más, aunque se supone que en la historia se acercaron más por otras circunstancias más duras.

### Shadow
Él pelea contra Silver para salvar a Sonic, pero Silver lo considera un amigo cuando él revela la verdad de Mephiles, cosa que si él no hubiera hecho Silver sería un asesino. A pesar de que su relación no sea la mejor ellos se quieren y se apoyan mutuamente.

### Sonic
Al principio Silver creía que Sonic era la "Semilla de Iblis" y por eso viaja con Blaze al pasado para detenerlo o asesinarlo, cuando Silver está a punto de matarlo Amy interfiere, pero gracias a Shadow la verdad es revelada y generalmente Shadow, Silver y Sonic son aliados en el juego. Pasado cierto tiempo, Sonic y Silver se hacen buenos amigos.

### Espio the Chameleon
Espio parece ser uno de los amigos más cercanos de Silver. Se conocieron en Sonic Rivals 2, cuando Espio fue enviado por Vector the Crocodile a investigar las desapariociones de los Chao, e interrogó a Silver, uno de los sospechosos, lo cual le molesto al erizo. Finalmente, dejan atrás sus diferencias y hacen equipo para derrotar a Eggman Nega.

## Características
Silver es un erizo blanco-plateado de 14 Años, tiene un curioso peinado inspirado en las hojas de un arce rojo japonés y ojos dorados. Viene del futuro, unos 200 años después de la época de Sonic. Puede moverse a grandes velocidades volando, ya que corriendo, corre como una persona totalmente normal. También cuenta con una poderosa psicoquinesis con la cual puede levitar y levantar o mover objetos sin importar su tamaño o peso; lo que le ha ayudado a sobrevivir a la amenaza del Iblis y que lo vuelve un oponente de cuidado.
Cuando Silver usa sus poderes telequinéticos, su cuerpo se torna de un verde azulado (más o menos turquesa) y se le forma una especie de escudo al frente de sus manos, con lo cual puede regresar las balas o proyectiles que le arrojen.
También puede transformarse en Super Silver como Sonic y Shadow, se vuelve de plateado a amarillo, además su fuerza se incrementa así como sus habilidades telequinéticas.

## Juegos en los que aparece
- Sonic the Hedgehog
- Sonic and the Secret Rings
- Sonic and the Black Knight
- Sonic Colors (Nintendo DS)
- Sonic Generations
- Sonic Rivals
- Sonic Rivals 2
- Sonic Riders: Zero Gravity
- Super Smash Bros. Brawl (cameo)
- Sonic Free Riders
- Mario & Sonic at The Olympic Winter Games
- Mario & Sonic at the London 2012 Olympic Games
- Mario & Sonic at The Olimpic Winter Games Sochi 2014
- Sonic Dash
- Sonic Jump Fever
- Super Smash Bros. para Nintendo 3DS and Wii U (Trofeo y cameo)
- Sonic Runners
- Mario & Sonic at the Rio 2016 Olympic Games
- Sonic Forces: Speed Battle
- Sonic Forces
- Team Sonic Racing
- Mario & Sonic en los Juegos Olímpicos Tokio 2020